# Cohors I Tungrorum

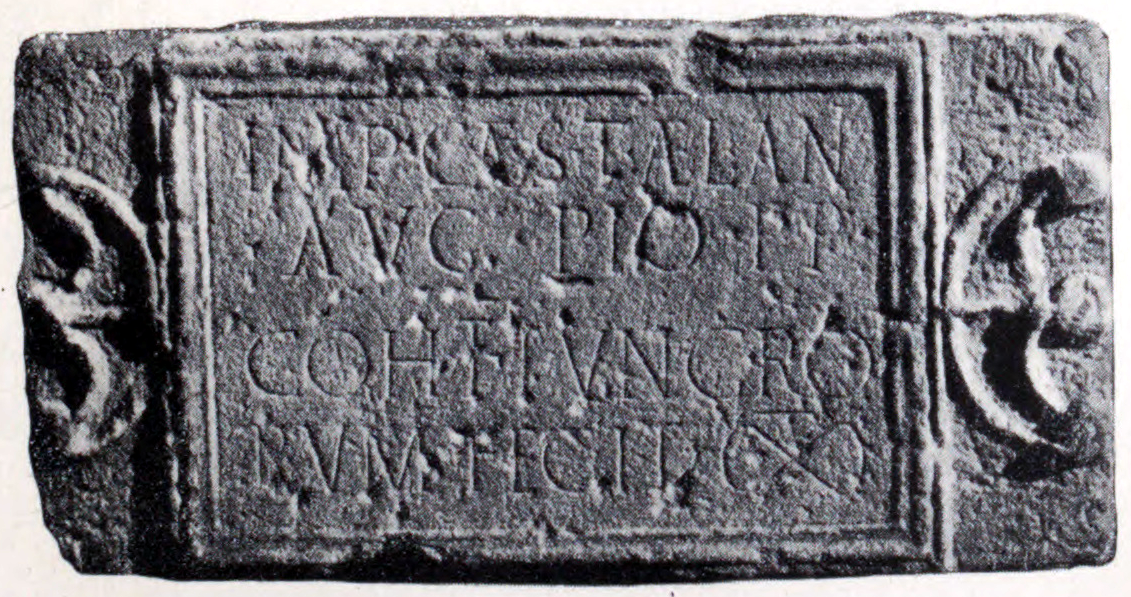
Eine Inschrift, gefunden in Castlecary

Die Cohors I Tungrorum [milliaria] (deutsch 1. Kohorte der Tungerer [1000 Mann]) war eine römische Auxiliareinheit. Sie ist durch Militärdiplome, Inschriften, Ziegelstempel, einige Vindolanda-Tafeln und die Notitia dignitatum belegt. In der Notitia dignitatum wird sie als Cohors prima Tungrorum bezeichnet.

## Namensbestandteile
- Cohors: Die Kohorte war eine Infanterieeinheit der Auxiliartruppen in der römischen Armee.

- I: Die römische Zahl steht für die Ordnungszahl die erste (lateinisch prima). Daher wird der Name dieser Militäreinheit als Cohors prima .. ausgesprochen.

- Tungrorum: der Tungerer. Die Soldaten der Kohorte wurden bei Aufstellung der Einheit aus dem Volk der Tungerer auf dem Gebiet der römischen Provinz Gallia Belgica rekrutiert.

- milliaria: 1000 Mann.[A 1] Je nachdem, ob es sich um eine Infanterie-Kohorte (Cohors milliaria peditata) oder um einen gemischten Verband aus Infanterie und Kavallerie (Cohors milliaria equitata) handelte, lag die Sollstärke der Einheit entweder bei 800 oder 1040 Mann. Der Zusatz kommt in Militärdiplomen von 103 bis 135/138 und Inschriften[1] vor. In einigen Militärdiplomen und in einer Inschrift wird statt milliaria das Zeichen {\displaystyle \infty } verwendet.

Da es keine Hinweise auf den Namenszusatz equitata (teilberitten) gibt, ist davon auszugehen, dass es sich um eine Cohors milliaria peditata, eine reine Infanterie-Kohorte, handelt. Die Sollstärke der Einheit lag bei 800 Mann, bestehend aus 10 Centurien mit jeweils 80 Mann.

## Geschichte
Die Kohorte war in der Provinz Britannia (und möglicherweise auch in der Provinz Noricum) stationiert. Sie ist auf Militärdiplomen für die Jahre 103 bis 161/163 n. Chr. aufgeführt. Tacitus erwähnt Kohorten der Tungerer sowohl in den Historiae (Buch II, Kapitel 14) als auch in seinem Werk Agricola (Kapitel 36).
Die Einheit wurde vermutlich in julisch-claudischer Zeit auf dem Gebiet der civitas Tungrorum (im heutigen Belgien) aufgestellt; sie war vor dem Jahr 69 n. Chr. in der Provinz Germania inferior stationiert. Im Bürgerkrieg zwischen Otho und Vitellius kämpfte die Kohorte auf Seite des Vitellius; zwei Kohorten der Tungerer wurden von Fabius Valens in die Provinz Gallia Narbonensis geschickt, um gegen die Truppen Othos zu kämpfen. Nach dem Bataveraufstand kamen die Kohorten der Tungerer zusammen mit dem neuen Statthalter Quintus Petillius Cerialis nach Britannien. Unter Gnaeus Iulius Agricola nahmen zwei Kohorten der Tungerer 83 an der Schlacht am Mons Graupius teil und wurden dafür ausgezeichnet.
Der erste Nachweis der Einheit in Britannia beruht auf einem Diplom, das auf 103 datiert ist. In dem Diplom wird die Kohorte als Teil der Truppen (siehe Römische Streitkräfte in Britannia) aufgeführt, die in der Provinz stationiert waren. Weitere Diplome, die auf 122 bis 161/163 datiert sind, belegen die Einheit in derselben Provinz. Es ist unsicher, ob eine Vexillation aus der Kohorte um 133/138 von Britannien in die Provinz Noricum abgeordnet war.
Letztmals erwähnt wird die Einheit in der Notitia dignitatum mit der Bezeichnung Cohors prima Tungrorum für den Standort Borcovicio. Sie war unter der Leitung eines Tribuns Teil der Truppen, die dem Oberkommando des Dux Britanniarum unterstanden.

## Standorte
Standorte der Kohorte in Britannia waren möglicherweise:
| - Brocolitia (Carrawburgh): zwei Inschriften wurden hier gefunden. - Castlecary: eine Inschrift wurde hier gefunden. - Vindolanda (Chesterholm): zwei Inschriften und die Vindolanda-Tafeln wurden hier gefunden. | - Vercovicium (Housesteads): mehrere Inschriften wurden hier gefunden. Darüber hinaus wird die Einheit in der Notitia dignitatum für diesen Standort aufgeführt. |

Ziegel mit dem Stempel COH I TUN wurden in Hare Hill gefunden.

## Angehörige der Kohorte
Folgende Angehörige der Kohorte sind bekannt:

### Kommandeure
| - [?], ein Präfekt (RIB 1588) - [] Paterniu[s]: er wird auf dem Diplom von 146 als Kommandeur genannt. - []rius []upe[], ein Präfekt (RIB 1587) - Desidienus Aemilianus, ein Präfekt - Iulius Verecundus, ein Präfekt - Priscinus (Vindolanda 00295) | - Publius Aelius Modestus, ein Präfekt - Publius Helvius Pertinax, ein Präfekt (AE 1988, 894) - Quintus Florius Maternus, ein Präfekt - Q(uintus) Iulius []sus, ein Präfekt (RIB 1585) - Quintus Iulius Maximus, ein Präfekt - Quintus Verius Superstis, ein Präfekt |

### Sonstige
| - [?]: das Diplom von 146 wurde für ihn ausgestellt. - [?], ein Soldat (Vindolanda 00295) - Anicius Ingenuus, ein medicus ordinarius (RIB 1618) - Crispus, ein Soldat (Vindolanda 00295) - Henoenus, ein Optio (RIB 3331) | - Hurmius Leubasni, ein Soldat und Benefiziarier (RIB 1619) - Rufinus, ein Centurio (RIB 3331) - Saturninus, ein Centurio (RIB 3331) - Thrupo, ein Centurio (RIB 1556) - T(itus) Ann[ius], ein Centurio (RIB 3364) |

### Vindolanda-Tafeln
Auf der Vindolanda-Tafel 88/841 findet sich für den 18. Mai eines unbestimmten Jahres (vermutlich 90 n. Chr.) die folgende Aufstellung der Mannschaftsstärke der Einheit:
- Gesamtstärke der Einheit 752 Mann, davon 6 Centurionen, unter dem Kommando des Präfekten Iulius Verecundus.
- Abwesend 456 Mann, davon 5 Centurionen; eingeteilt für verschiedene Aufgaben, u. a. waren 337 Soldaten nach Coria abgeordnet.
- Am Standort anwesend 296 Mann (davon 1 Centurio); 265 Mann dienstfähig und 31 Mann dienstunfähig (krank oder verwundet).